# Heilung der Schwiegermutter des Simon Petrus

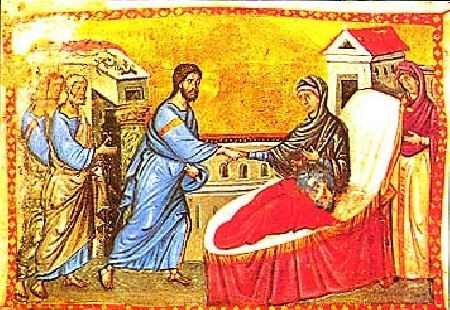
Darstellung aus einem Evangeliar vom Berg Athos, 13. Jahrhundert

Die Heilung der Schwiegermutter des Simon Petrus beschreibt ein sogenanntes Heilungswunder durch Jesus von Nazaret im Neuen Testament der Bibel. Erwähnt wird die Geschichte in den Büchern des Markus (Mk 1,29–31 ), Lukas (Lk 4,38–39 ) und Matthäus (Mt 8,14–15 ). Neben der Deutung der Szene durch die Bibelauslegung und die christliche Predigt diente die Wundererzählung als Vorlage für verschiedene Arbeiten der christlichen Kunst.

## Biblischer Hintergrund des Heilungswunders
In zwei bzw. drei Versen wird die Heilung der Schwiegermutter des Apostels Simon Petrus von einem Fieber geschildert. Die Erzählung folgt der Form einer hellenistischen Heilwundererzählung; das heißt, sie hat eine eher einfache Struktur:
I. Die Art des Leidens wird vorgestellt;
II. der heilende Eingriff erfolgt;
III. der Heilungserfolg wird festgestellt.
Durch die unterschiedliche Position und durch den erzählerischen Rahmen in den synoptischen Evangelien bekommt dieses Wunder jeweils einen eigenen Akzent. Markus und Lukas nennen den Apostel noch Simon; Matthäus bezeichnet ihn, obwohl die Erteilung dieses Beinamens erst später in Mt 16,18 erfolgt, bereits als Petrus, da dieser Name zum Entstehungszeitpunkt seines Evangeliums geläufiger war.

### Lukas
Lukas setzt dieses Heilungswunder sehr früh im öffentlichen Auftreten Jesu an. Nach der Predigt des Johannes, der Taufe Jesu und der Versuchung in der Wüste folgt ein dramatischer Auftritt in der Synagoge von Nazaret: Jesus bezieht eine Prophetie des endzeitlichen Heils von Jesaja (Jes 61,1–2 ) auf sich und wird mit dem Tod bedroht. Er geht nach Kafarnaum, lehrt in der Synagoge und heilt einen Mann mit einem unreinen Geist. Dann geht er ins Haus des Simon, dessen Schwiegermutter von einem hohen Fieber befallen ist. Auf Bitte der Hausgemeinschaft heilt Jesus die Frau, indem er dem quasi personifizierten Fieber droht. Die Heilung erfolgt augenblicklich; das Fieber verlässt die Frau, die sofort aufsteht und wieder der Familie dient. Bei Sonnenuntergang folgen weitere Heilungen und Dämonenaustreibungen; bedrängt von den Menschen geht Jesus nach Judäa.

### Markus
Markus positioniert das Heilungswunder nach dem ersten Auftreten Jesu, der Berufung der ersten vier Jünger, darunter Simon und Andreas, und einer Predigt in der Synagoge von Kafarnaum, die in einer Dämonenaustreibung gipfelt. Nach dem öffentlichen Auftritt in der Synagoge wechselt das Evangelium sozusagen in die Privatsphäre („sogleich gingen sie in das Haus des Simon und Andreas“). Dort treffen sie auf die fieberkranke Schwiegermutter. Die Jünger sprechen mit Jesus über sie, was in den Übersetzungen als Heilungsbitte interpretiert wird. Die Zuwendung Jesu wird in drei Schritten beschrieben: Er ging zu ihr, fasste sie an der Hand und richtete sie auf. Dabei muss das Berühren einer fremden Frau nach den damaligen Sitten als Tabubruch gewertet werden. Die Heilung wird bei Markus, im Gegensatz zu Lukas, nicht exorzistisch ausgeführt. Jesus braucht keine Worte, er betet auch nicht, er legt nicht einmal die Hand auf. Vielmehr heilt Jesus aus eigener Kraft. Er reicht ihr die Hand, das Fieber weicht, die Frau steht auf und dient ihnen. Es folgt ein Heilungssummarium, denn Menschen mit Krankheiten aller Art begehren erfolgreich die Heilung: Die ganze Stadt war vor der Haustür versammelt (Mk 1,33 ). Am nächsten Tag bricht Jesus nach Galiläa auf.

### Matthäus
Ganz anders ist der Zusammenhang im Matthäusevangelium. Nach der Berufung der ersten vier Jünger berichtet Matthäus von der Bergpredigt, die auf einem Hügel bei Kafarnaum stattfand. Nach dieser Darlegung der Lehre Jesu kommt als Erzählungsgut eine Gruppe von zehn Wundern, bevor eine zweite lange Rede, die Aussendungsrede, folgt. Matthäus wechselt also die Elemente „Rede“ und „Tun“ ab. Die zehn Wunder sind mehrere Heilungswunder, ein Heilungssummarium und die Stillung des Seesturms. In dieses Korpus eingefügt sind die Forderungen der Nachfolge, die Berufung des Zöllners Matthäus und das Mahl mit den Sündern.
Als Jesus vom „Berg der Seligpreisungen“ herabsteigt, heilt er einen Aussätzigen, als er nach Kafarnaum kommt, den Knecht des Hauptmanns. Die literarische Komposition kommt somit aus der „Weite“ in die „Stadt“ und dann in ein einzelnes Haus. Als Jesus dann im Haus des Petrus die fieberkranke Schwiegermutter sieht, berührt er ihre Hand, worauf sie das Fieber verlässt. Es fehlt – entgegen den anderen Darstellungen – eine Bitte der Beteiligten. Sie steht auf und bedient ihn.
Es folgt das Heilungssummarium, das besonders die Heilung von Besessenen betont und mit einem Jesajas-Zitat auf die Leiden des Gottesknechtes anspielt. Die Forderungen der Nachfolge Jesu und die Stillung des Seesturms unterbrechen die Reihung der Heilungswunder, die dann mit der Erzählung des Besessenen von Gerasa wieder aufgenommen wird.

## Deutungsansätze
Wie der Vergleich der Überlieferung der „Heilung der Schwiegermutter des Petrus“ zeigt, muss dieses Heilungswunder im Kontext des jeweiligen Evangeliums interpretiert werden.

### Exegese der Evangeliumsberichte
Bei Lukas ist die Heilung der Schwiegermutter des Petrus das zweite Wunder überhaupt und das erste „körperliche“ Heilungswunder (unmittelbar vorher wird von der Heilung eines Besessenen berichtet). Die Heilungen sind die „Bestätigung“ der Predigt Jesu in der Synagoge zu Nazaret (gekommen, um den Blinden das Augenlicht zu geben), die von den dortigen Hörern zurückgewiesen wurde. Die „Heilung der Schwiegermutter“ zeigt ferner – wie bei Lukas häufig – die Zuwendung zu den Armen und Kranken. Die Antwort auf die Heilung ist das Dienen, das bei Lukas und Markus sozialen Charakter hat. Zugleich demonstriert das Bedienen die wiederhergestellte Gesundheit vor aller Augen. Erst später erfolgt die Berufung der ersten Jünger.
Ähnliches gilt für (den früher abgefassten) Markus: der Predigt vom nahen Gottesreich folgt die Bestätigung durch Heilungen: zwei in Einzelheiten geschilderte und ein Heilungssummarium. Markus betont die Anwesenheit der vier erstberufenen Jünger. Wie Matthäus beschreibt Markus den Ablauf des Wunders mit kleinen Einzelheiten: Die Schwiegermutter „liegt krank danieder“, die Verwandten bitten für sie. Jesus tritt dieser Not entgegen, er nimmt sie bei der Hand und richtet sie auf, heilt also am Sabbat. Das „Aufrichten“ ist ein jüdisches Synonym für „Heilung“, wird im Neuen Testament aber auch als Begriff für „Auferweckung“ oder „Auferstehung“ verwendet.
Bei Matthäus handelt Jesus aus eigener Initiative, "ohne dass eine vorherige Bitte ausgesprochen wird". Matthäus „fokussiert“ literarisch in einem Dreischritt von der Weite des Berges zur vielfältigen Stadt (der Knecht des Hauptmanns ist ein Nichtjude) und dann auf das Krankenlager der Frau. Die Kranke und Jesus stehen für einen Moment allein im Mittelpunkt. In diesen beiden Erzählungen zeigt Matthäus die Zuwendung Jesu zu Nichtjuden und Frauen, was in der damaligen Zeit anstößig war. Die Wunder selbst sind schlicht, aber zeichenhaft. Die Heilung der Frau wird von ihrem Dienst, d. h. der Nachfolge, beantwortet.

### Tiefenpsychologische Deutung
Eine weitergehende tiefenpsychologische Deutung für das Markusevangelium liefert Eugen Drewermann, der von einem Aufeinanderprallen von Notwendigkeiten des Alltags und den großen Idealen des Reiches Gottes spricht: „Könnte es nicht sein, daß das, was wir 'normal' nennen, in Wahrheit (…) ein völlig wahnsinniges Fieber ist(…)?“ Diesem Wahnsinn helfe Jesus durch seine begegnende Liebe ab.

### Feministische Exegese
Aus Sicht der feministischen Exegese hat Barbara Mörtl die Perikope nach Markus analysiert und meint, dass in ihr – betont durch die frühe Stellung im Markusevangelium – die gleichwertige Bedeutung von Frauen und Männern in der Nachfolge Jesu hervorgehoben werde. Diese Nachfolge habe aber nicht primär mit Macht und Ansehen zu tun, sondern verlange die Bereitschaft zum Dienen. Anders als die verbale Berufung der Männer erfolge die Berufung dieser Frau durch Heilung und Körperkontakt. Es sei von hoher symbolischer Bedeutung, dass sie sich zu ihrer Ganzheit aufrichtet. Das vermeintliche Bedienen der Männergesellschaft sei in Wirklichkeit der Aufstieg der Schwiegermutter zu einer ersten Nachfolgerin Jesu und damit ein Vorbild wahrer Nachfolge.
Eine Darstellung der Figur im Sinne einer Evangelienharmonie aus weiblicher Sicht wagt Ingeborg Kruse. Unter dem Titel „Die Fischfrau“ fasst Kruse alle biblischen und archäologischen Details, die sich im Umfeld der Schwiegermutter des Simon Petrus finden lassen, zusammen und gestaltet ein Stück narrative Theologie, indem sie die Heilung, aber auch Teile der weitergehenden Jesusgeschichte aus Sicht dieser Frau beobachtet und schildert.

## Liturgie
- römisch-katholische Kirche: Die Heilung der Schwiegermutter des Simon Petrus in der Fassung von Markus ist das Evangelium am 5. Sonntag im Jahreskreis (Lesejahr B),[19] ferner am Mittwoch der ersten Woche der Zeit im Jahreskreis und am Samstag der zwölften Woche im Jahreskreis. Die Fassung des Matthäus ist vorgesehen für Messen, in denen auch die Krankensalbung gespendet wird, sowie in der Messe für Kranke. Im Missale Romanum nach dem Konzil von Trient (gebräuchlich bis zur Liturgiereform 1969) war die Heilungsgeschichte als Evangelium vorgesehen am Freitag nach dem dritten Fastensonntag, am vierten Samstag nach Pfingsten sowie in der Messe für Schwerkranke.[20]
- evangelische Kirchen: In der Perikopenordnung der evangelischen Kirche lutherischer und unierter Prägung kommt diese Wundererzählung  nicht vor.[21]
- russisch-orthodoxe Kirche: Auch in der Leseordnung der russischen orthodoxen Kirche ist dieses Heilungswunder nicht unter den Sonntagsperikopen verzeichnet.[22] Verschiedene Gebete für Kranke greifen das Motiv auf.[23]

## Behandlung des Themas in der bildenden Kunst

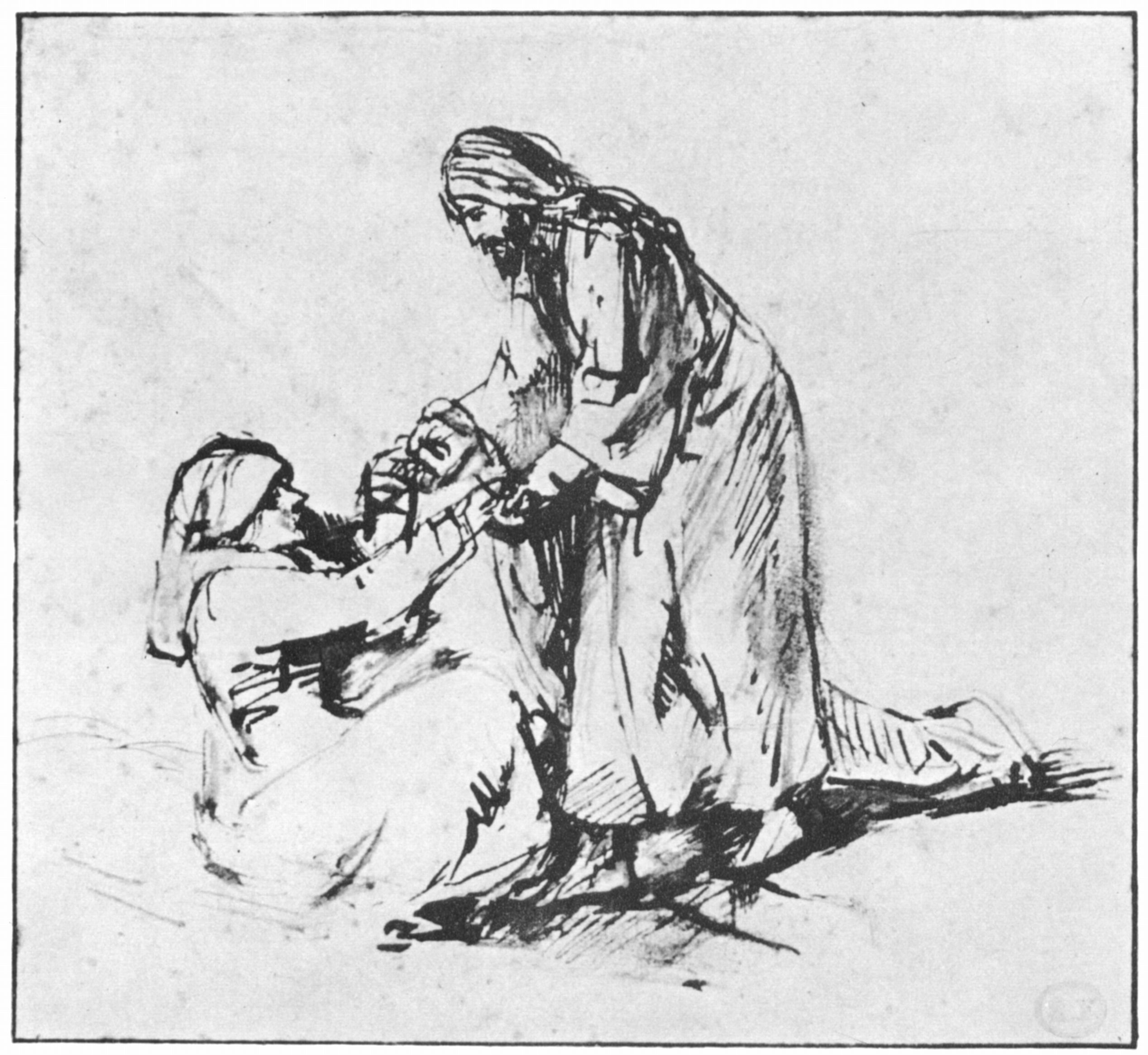
Federzeichnung von Rembrandt

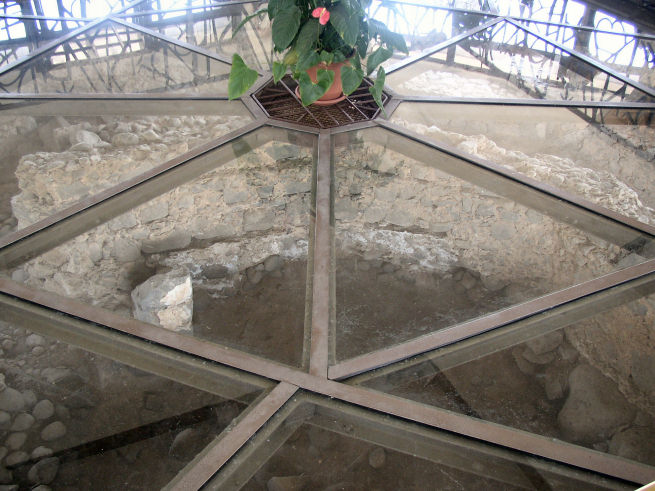
Das so genannte Haus des Hl. Petrus unter der Kirche in Kafarnaum.

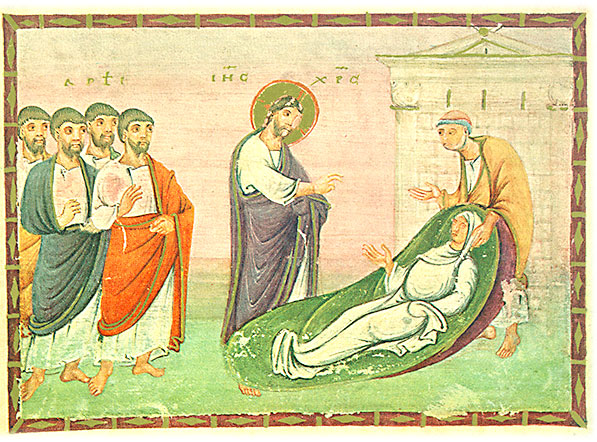
Codex Egberti, fol. 22v, um 985

Das Thema der Heilung der Schwiegermutter wird in der bildenden Kunst des Mittelalters relativ häufig dargestellt: Solange (die Wunder, besonders die Heilungen) – wie im Abendland bis zum Ausgang des 11. Jahrhunderts, in Byzanz bis zum 15. Jahrhundert – als Zeichen der Macht, der Göttlichkeit und der Herrlichkeit Christi galten, wurden sie überaus häufig dargestellt. (…) Die Darstellungen der Krankenheilungen und Totenerweckungen wurden in der frühchristlichen Kunst (…) Ausdruck des Erlösungsverlangens. Dies ändert sich in der Neuzeit; außer der Zeichnung Rembrandts sind nicht viele bedeutende Darstellungen zu finden. Auch in der Kunst finden die unterschiedlichen Versionen der drei Evangelisten ihren Niederschlag, so das Aufrichten der Frau nach Markus, die gebietende Gestik nach Lukas und das Berühren ihrer Hand nach Matthäus.
Die kleine Federzeichnung (um 1650–1660) des Rembrandt van Rijn zeigt eindrucksvoll das „Aufrichten“ der kranken Frau durch Jesus. Die Personen sind einander zugewandt, die Füße berühren sich, es besteht Augenkontakt. Rembrandt hat allem Anschein nach die Version des Markusevangeliums dargestellt.
Im Egbert-Codex (10. Jahrhundert) findet sich eine Heilung der Schwiegermutter von der Hand des so genannten Meisters des Registrum Gregorii, die sich am Lukasevangelium orientiert. Die Schwiegermutter liegt schon in das Leichentuch gewickelt vor dem Haus und streckt Jesus erwartungsvoll eine Hand entgegen; dieser segnet mit hoheitsvoller Gebärde. Auch Petrus, der die Kranke stützt, macht eine bittende Geste. Vier weitere Apostel stehen als Zeugen der Heilung hinter Jesus.
Auch der Codex aureus Epternacensis, das Evangeliar von Echternach (zwischen 1030 und 1050), enthält eine Darstellung der Heilung der Schwiegermutter. Sie steht neben der Heilung des Gelähmten, den seine Freunde durch das abgedeckte Dach zu Jesus herabließen. Dies soll vielleicht andeuten, dass die Schwiegermutter in ähnlich hilfloser Lage war. Jedenfalls scheint sie – ähnlich dem Egbert-Codex – bereits in eine Art Leichentuch gehüllt. Hinter ihr stehen die drei Jünger mit bittenden Gesten, die Kranke erhebt ihre rechte Hand. Jesus steht aufgerichtet vor ihr und zeigt eine Redegeste (kein Segen wie bei dem Gelähmten auf dem Bild daneben).
Der colorierte Holzschnitt (um 1981) aus dem „Projekt Bibel“ von Günter Skrodzki (s. Weblink) orientiert sich ebenfalls am Lukas-Evangelium und zeigt in expressionistischer, aber verständlicher Darstellung die Fürbitte der Familie und die segnende Zuwendung Jesu.
Bei den Wandfresken in Mistras (1301/1400) werden die Heilung eines Blinden und die Heilung der Schwiegermutter in Bezug gesetzt. Von den Jüngern flankiert, tritt Jesus ganz nah an die Kranke heran, die von Petrus gestützt wird.
Die Version des Matthäusevangeliums finden wir im Perikopenbuch des Kuno von Falkenstein (fol. 45v) aus dem 14. Jahrhundert, das sich im Trierer Domschatz (Hs. 6) befindet. Jesus berührt die Hand der Kranken, die vor dem Haus auf einem Bett liegt. Petrus steht hinter seiner Schwiegermutter, Jesus gegenüber, die anderen elf Apostel drängeln sich hinter Jesus, so dass man von den meisten nur ihre Köpfe sehen kann. So entsteht in der rechten Bildhälfte eine Dreiergruppe mit symbolischer Bedeutung. In der theologischen Literatur der Patristik wird die Schwiegermutter des Petrus als Synagoge, als Vertreterin des Alten Testaments, gedeutet, die von Jesus geheilt wird und aus der nun die Ecclesia, die Kirche des Neuen Testaments, entsteht, die auf den Fels, also auf Petrus, gebaut werden soll.

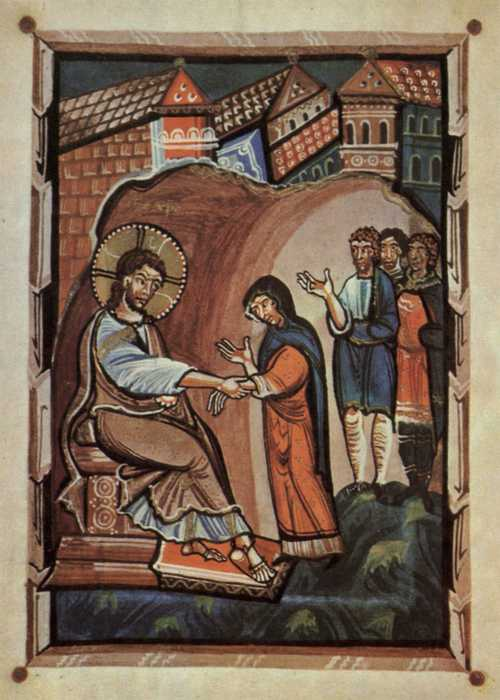
Darstellung im Evangeliar der Äbtissin Hitda von Meschede (11. Jh.)

Die Heilung der Schwiegermutter des Simon in einem Evangeliar aus dem 13. Jahrhundert vom Berg Athos hat als Gebetszettel größere Verbreitung erlangt. Hier eilt Jesus, gefolgt von den langsameren Jüngern, zur Kranken, die sich ihm entgegenstreckt, die Hände berühren sich. Drei Jünger, an ihrer Spitze Petrus, folgen Jesus in das Krankenzimmer, eine jüngere Frau (die Frau des Petrus?) steht hinter dem Kopfende des Bettes.
Im kleinen Bergdorf Louvaras im Troodos-Gebirge auf Zypern befindet sich in der Kirche des heiligen Mamas (Agios Mamas) ein guterhaltener Freskenzyklus (1495) von der Hand des Philip Goul, der Szenen aus dem Neuen Testament (aus verschiedenen Evangelien) zeigt, darunter die Heilung der Schwiegermutter des Simon Petrus.
Von der üblichen Darstellung abweichend ist das Bild im Kölner Evangeliar mit Capitulare der Äbtissin Hitda (um 1020), denn hier geht die Kranke aktiv und bittend auf den sitzenden Jesus zu, der ihre hingestreckte Hand ergreift.
Eine Kuriosität ist das Bild aus dem Perikopenbuch des Benediktinerinnenklosters Sankt Erentrud auf dem Nonnberg in Salzburg (um 1140): hier ist neben dem Text der Heilung der Schwiegermutter die Heilung eines älteren Mannes dargestellt, die mit keiner der Heilungen im Evangelium korrespondiert. Ein früher bibliothekarischer Eintrag qualifiziert dies als Irrtum der Buchmaler.

## Sonstige Rezeption
Die Erzählung von der Heilung der Schwiegermutter des Petrus ist verglichen mit anderen biblischen Geschichten nur wenig bekannt. Dennoch gibt es eine gelegentliche Rezeption:
- In Andreas Englischs Kriminalroman „Die Petrusakte“ versucht ein Fürst mit Mord und Totschlag die Veröffentlichung von Schriften zu verhindern, die eine Ehefrau des Petrus erwähnen, obwohl eine solche ja bereits im neuen Testament vorausgesetzt wird.[32]
- Der Dokumentarfilm von Jos Rosenthal „Die Frauen um Jesus“ (Österreich 1984) behandelt Jesu positive Beziehung zu den verschiedenen Frauen im Neuen Testament, u. a. zur Schwiegermutter des Simon Petrus.
- Der französische Theologe Michel Clévenot, ein Vertreter der materialistischen Bibelauslegung, hat diese Perikope in seinem „Kontra-Evangelium“ umgedichtet und einen emanzipatorischen Akzent gesetzt: „(…) da sagte die Schwiegermutter zu ihm: ' Ich seh' schon, ihr wollt, daß ich aufstehe und mich hinter den Kochtopf stelle. Aber ich werde euch lehren, die Frauen als unbezahlte Dienstboten zu behandeln! Ich bleibe im Bett!' Da ging die Sonne unter, und jeder, der eine Schwiegermutter hatte, mußte an jenem Abend aus Konservendosen essen.“[33]
- Nach der Perikope über die Heilung der Schwiegermutter des Simon Petrus war der Apostel offenkundig verheiratet. Trotzdem spielt diese Stelle in der heutigen Diskussion um den Zölibat nur eine untergeordnete Rolle. Ohne auf den Zölibat einzugehen, diskutiert etwa Drewermann, ob die Krankheit der Schwiegermutter daher kam, dass Simon seinen Brotberuf aufgeben wollte – mit unsicheren Folgen für die Familie.[34] Ein Grund dafür, dass Bibellesern und Theologie die Perikope nicht anstößig erscheint, mag darin liegen, dass das Lukasevangelium die Berufung der Jünger (mit einem möglichen Verlassen der Familie) erst später (Lk 5,1–11 EU) nennt. Dass sich der Satz „und sie verliessen alles und folgten ihm“ tatsächlich auf eine vollständige Trennung von der Familie bezieht (und nicht nur auf die Trennung vom Besitz), ist nach der Bibel unwahrscheinlich, denn Paulus argumentiert Jahrzehnte später: „Haben wir nicht das Recht, eine gläubige Frau mitzunehmen, wie die übrigen Apostel und die Brüder des Herrn und wie Kephas?“ (1 Kor 9,5 EU) Auch Paulus kennt also eine Frau des Simon, die mit ihm zusammenlebt. Der wichtigere Grund wird aber sein, dass die geschichtliche Entwicklung des Zölibats feststeht[35] und es daher nicht nötig ist, nach zölibatär lebenden Aposteln zu suchen bzw. über verheiratete Apostel zu erschrecken.